# سیارک ۱۵۲۲
سیارک ۱۵۲۲ (به انگلیسی: 1522 Kokkola، نامگذاری:1938WO) هزار و پانصد و بیست و دومین سیارک کشف شده‌است که در ۱۸ نوامبر ۱۹۳۸ کشف شد.
قدر مطلق سیارک برابر ۱۲٫۴۳ است.